# كين هاموند
كين هاموند هو لاعب هوكي الجليد كندي، ولد في 22 أغسطس 1963 في Port Credit ‏ في كندا.

## وصلات خارجية
- كين هاموند على موقع دوري الهوكي الوطني (الإنجليزية)
- كين هاموند على موقع EliteProspects.com (الإنجليزية)
- كين هاموند على موقع HockeyDB.com (الإنجليزية)
- كين هاموند على موقع Hockey-Reference.com (الإنجليزية)